# Armature (technique)
Pour les articles homonymes, voir Armature.

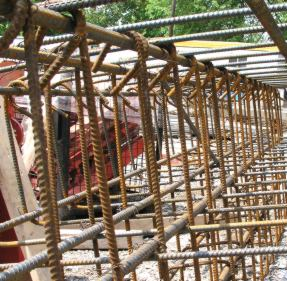
Une cage d'armature fabriquée à partir de barres d'acier. Elle sera mise en place dans le coffrage avant le coulage du béton pour augmenter la résistance à la traction du béton.

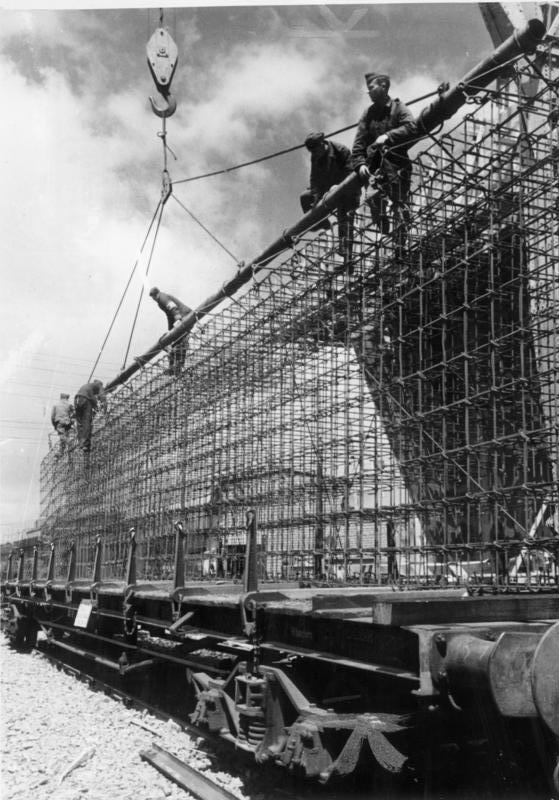
Construction du mur de l'Atlantique en 1943.

Une barre d'armature, ou fer à béton, est une barre d'acier utilisée pour le renforcement du béton (béton armé) ou de la maçonnerie (pierre armée). Elle est composée d'acier faiblement carboné, et possède une surface nervurée pour améliorer son adhérence avec le béton.

## Histoire
Le terme d'« armature » est ancien, et désignait « [...] collectivement toutes les pièces de fer nécessaires pour arrêter ou fortifier quelqu'ouvrage, ou pour l'entourer ; telles sont les bandes dont on garnit les bornes, les pieds-droits, les seuils de porte cochère, une poutre éclatée, un entrait, un pilot ».
La technique de pierre armée était un procédé consistant à permettre à un ouvrage maçonné d'acquérir d'importantes capacités mécaniques en flexion par l'incorporation de tirants métalliques. Cette technique est abandonnée au profit du béton armé. L'idée d'associer armature métallique et béton revient à Joseph Lambot dans sa barque en Ferciment.

## Fer à béton

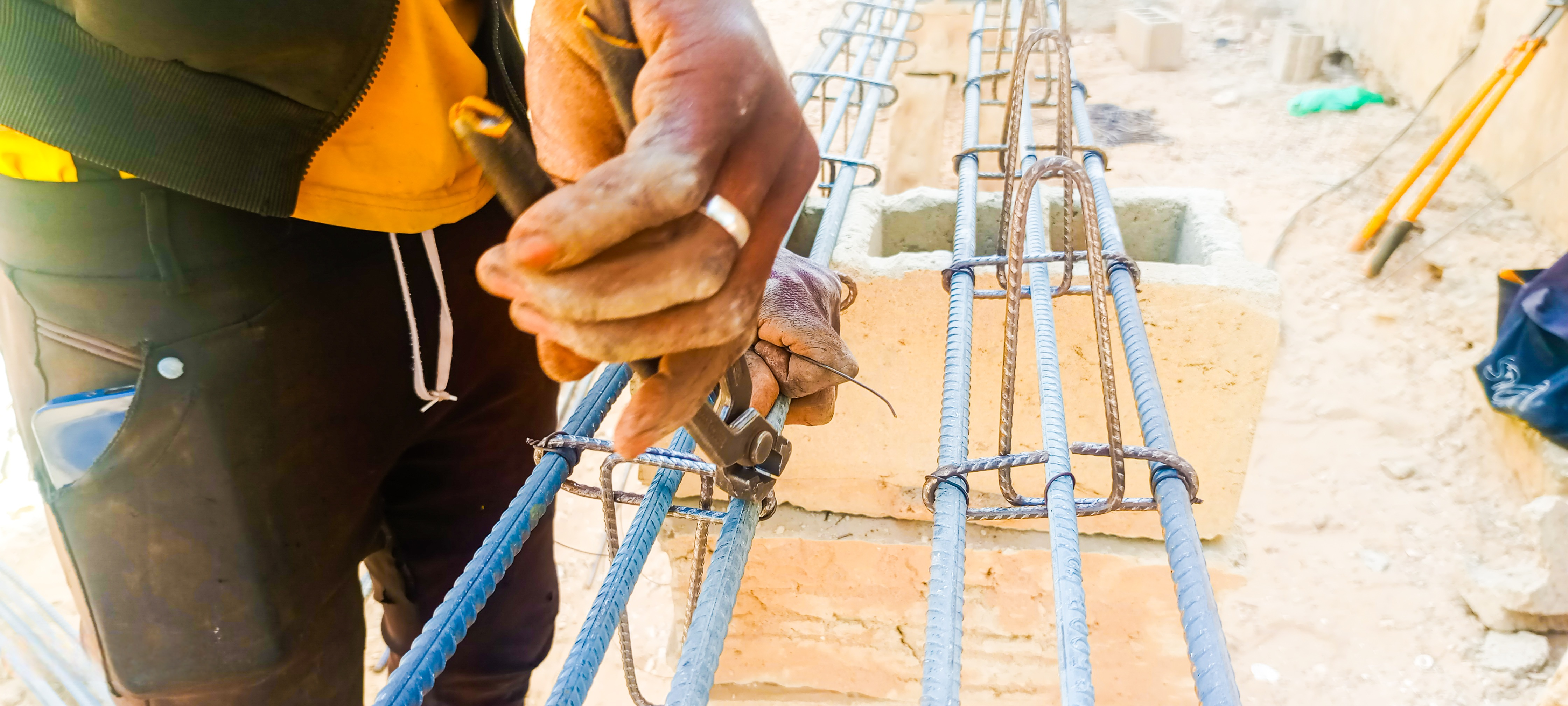
Armature de poteau à étrier pour bâtiment

### Utilisation
Le béton est un matériau très résistant en compression, mais faible en traction et au cisaillement. Pour compenser ce déséquilibre, on incorpore dans la masse de béton des barres d'armature destinées à reprendre ces efforts.
Accessoirement, le béton présente un comportement fragile à la rupture ; l'incorporation d'armatures apporte de la ductilité : le béton armé fissure avant de rompre, il prévient. 
La maçonnerie, avec ses joints en mortier, présente les mêmes faiblesses que le béton. Pour améliorer la résistance en traction, on peut incorporer des barres d'armature dans les vides des éléments de maçonnerie.

### Mise en œuvre

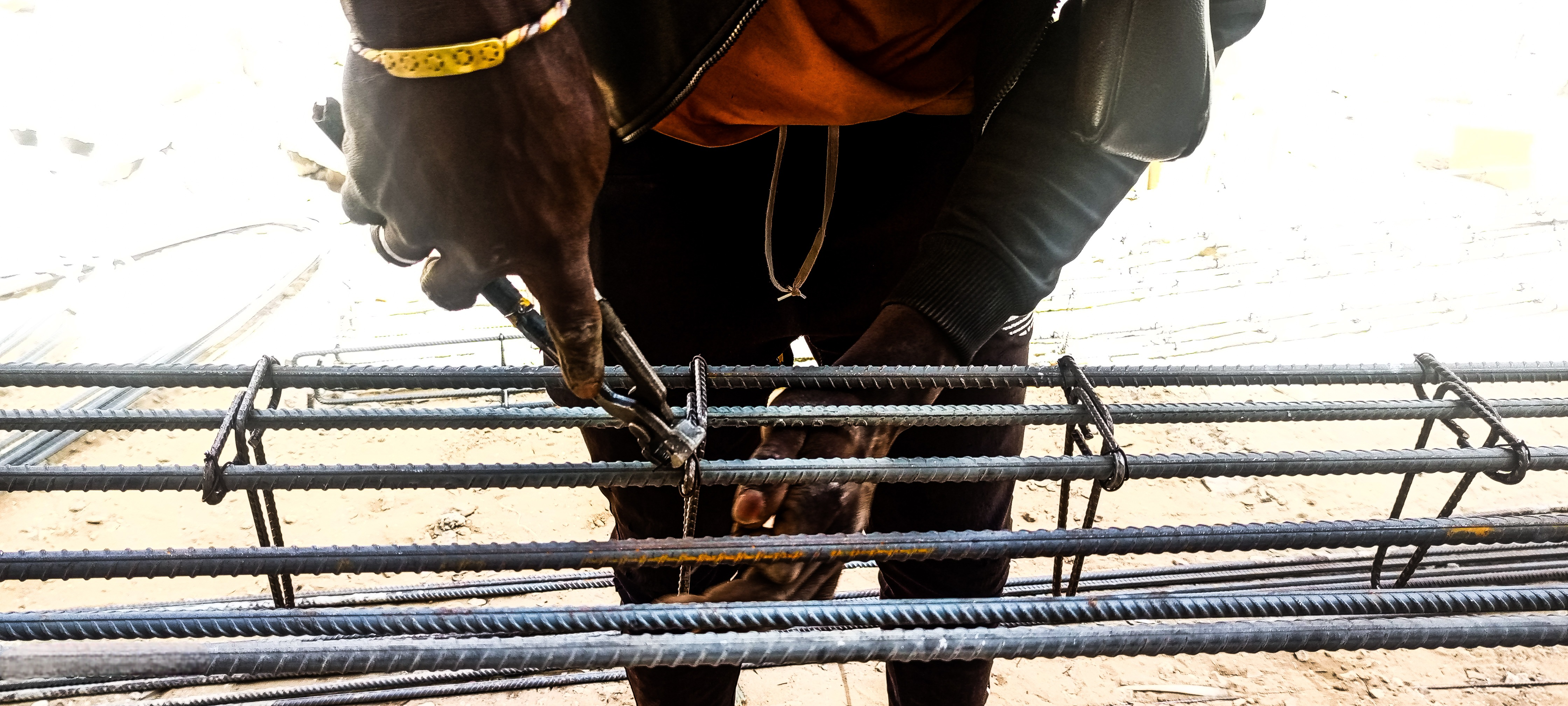
Armature de poteau à étrier pour bâtiment

Les barres d'armature sont produites par les aciéries, et sont disponibles avec des diamètres variant entre 6 et 50 millimètres.
Elles sont ensuite pliées par les fournisseurs selon les plans établis par l'ingénieur civil. Sur le chantier, elles sont assemblées par ligature, par soudage ou par des coupleurs mécaniques, pour former des cages d'armature. Les spécialistes de la pose d'armatures sont communément appelés ferrailleurs au détriment de leur vrai nom, armaturier.

### Caractéristiques physiques
Les barres d'armature protégées contre la corrosion (revêtement époxy, galvanisation, acier inox, etc.), bien qu'ayant un coût initial plus élevé, diminuent considérablement le coût global du cycle de vie,.